# 角门东站

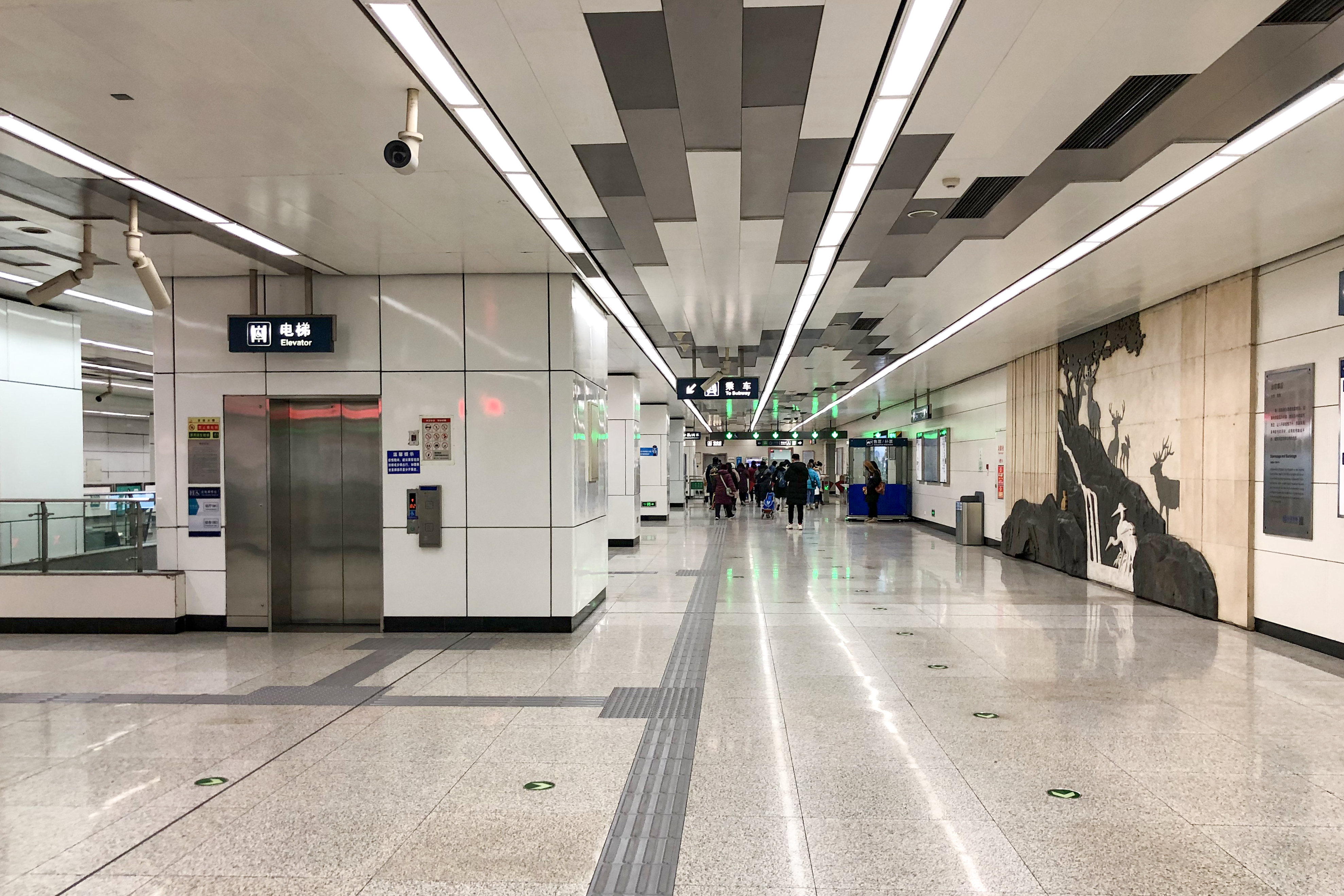
角门东站站厅（2021年1月摄）

角门东站是一个位于中国北京市丰台区大红门街道、西罗园街道交界角门路、马家堡东路交叉口，属于北京地铁10号线的地铁车站。10号线二期已于2012年12月30日开通，但角门东站等部分站点因故没有同步开通，直至2013年5月5日随10号线二期剩余段一同开通。

## 位置
角门东站位于角门路－临泓路（东西向）和马家堡东路（南北向）交汇处，呈东西向布置。

## 结构
角门东站为地下二层车站。车站工程总长205.9米。设有3个出入口。此外，站厅西侧还有通往银泰百货大红门店地下一层的无编号出入口。
| 地面层          | 街道                   | A—D出入口                                                |
| 地下一层 站厅层 | 站厅                   | 客务中心、自动售票机、进出站闸机、银泰百货大红门店出入口 |
| 地下二层 站台层 |                        | █ 10号线内环（角门西）                                   |
| 地下二层 站台层 | 岛式站台，左側開门     |                                                          |
| 地下二层 站台层 | █ 10号线外环（大红门） |                                                          |

## 出入口
|                       |            |                  |      |                |
| 编号                  | 指示       | 建议前往的目的地 | 照片 | 无障碍设施图片 |
| 出口 · A              | 马家堡东路 |                  |      | 不適用         |
| 出口 · B              | 临泓路     |                  |      | 不適用         |
| 出口 · C · 升降机标志 | 临泓路     |                  |      |                |
| 出口 · D · 1          | 角门路     |                  |      | 不適用         |
| 出口 · D · 2          | 角门路     |                  |      | 不適用         |
| 註： 設有             |            |                  |      |                |